# Rimini Calcio 1982-1983
Questa voce raccoglie le informazioni riguardanti il Rimini Calcio nelle competizioni ufficiali della stagione 1982-1983.

## Rosa
| N. |                   | Ruolo | Calciatore           |
| -- | ----------------- | ----- | -------------------- |
|    | Italia (bandiera) | P     | Alberto Betta        |
|    | Italia (bandiera) | D     | Walter Bianchi       |
|    | Italia (bandiera) | D     | Mario Buccilli       |
|    | Italia (bandiera) |       | Gianfranco Buffoni   |
|    | Italia (bandiera) | D     | Giampaolo Ceramicola |
|    | Italia (bandiera) | C     | Giordano Cinquetti   |
|    | Italia (bandiera) | D     | Giampiero Ciriaco    |
|    | Italia (bandiera) | C     | Fernando De Napoli   |
|    | Italia (bandiera) | D     | Giovanni Deogratias  |
|    | Italia (bandiera) | C     | Giuseppe Donatelli   |
|    | Italia (bandiera) | A     | Mirco Fabbri         |

| N. |                   | Ruolo | Calciatore            |
| -- | ----------------- | ----- | --------------------- |
|    | Italia (bandiera) | C     | Gianluca Gaudenzi     |
|    | Italia (bandiera) | C     | Carmelo La Torre      |
|    | Italia (bandiera) | D     | Gaetano Manzi         |
|    | Italia (bandiera) | C     | Mauro Melotti         |
|    | Italia (bandiera) | A     | Mario Nicolini        |
|    | Italia (bandiera) | C     | Marco Pecoraro Scanio |
|    | Italia (bandiera) | P     | Zelico Petrovic       |
|    | Italia (bandiera) | C     | Tullio Tinti          |
|    | Italia (bandiera) | D     | Gabriele Zamagna      |
|    | Italia (bandiera) | C     | Davide Zannoni        |
|    | Italia (bandiera) | C     | Daniele Zoratto       |

## Risultati

### Serie C1

#### Girone di andata
| 19 settembre 1982 1ª giornata | Rimini | 1 – 1 | Mestre |  |

| 26 settembre 1982 2ª giornata | Carrarese | 0 – 0 | Rimini |  |

| 3 ottobre 1982 3ª giornata | Rimini | 0 – 0 | Modena |  |

| 10 ottobre 1982 4ª giornata | Brescia | 0 – 1 | Rimini |  |

| 17 ottobre 1982 5ª giornata | Rimini | 0 – 1 | Padova |  |

| 24 ottobre 1982 6ª giornata | SPAL | 0 – 0 | Rimini |  |

| 31 ottobre 1982 7ª giornata | Rimini | 2 – 1 | Triestina |  |

| 7 novembre 1982 8ª giornata | Sanremese | 0 – 1 | Rimini |  |

| 14 novembre 1982 9ª giornata | Rimini | 3 – 1 | Parma |  |

| 21 novembre 1982 10ª giornata | Lanerossi Vicenza | 1 – 0 | Rimini |  |

| 28 novembre 1982 11ª giornata | Rimini | 0 – 1 | Forlì |  |

| 5 dicembre 1982 12ª giornata | Rimini | 3 – 1 | Rondinella |  |

| 12 dicembre 1982 13ª giornata | Piacenza | 0 – 0 | Rimini |  |

| 19 dicembre 1982 14ª giornata | Rimini | 2 – 1 | Treviso |  |

| 9 gennaio 1983 15ª giornata | Pro Patria | 1 – 0 | Rimini |  |

| 16 gennaio 1983 16ª giornata | Rimini | 2 – 0 | Fano |  |

| 23 gennaio 1983 17ª giornata | Trento | 0 – 1 | Rimini |  |

#### Girone di ritorno
| 30 gennaio 1983 18ª giornata | Mestre | 1 – 0 | Rimini |  |

| 6 febbraio 1983 19ª giornata | Rimini | 2 – 1 | Carrarese |  |

| 13 febbraio 1983 20ª giornata | Modena | 0 – 1 | Rimini |  |

| 20 febbraio 1983 21ª giornata | Rimini | 2 – 1 | Brescia |  |

| 27 febbraio 1983 22ª giornata | Padova | 2 – 1 | Rimini |  |

| 6 marzo 1983 23ª giornata | Rimini | 1 – 1 | SPAL |  |

| 13 marzo 1983 24ª giornata | Triestina | 0 – 0 | Rimini |  |

| 20 marzo 1983 25ª giornata | Rimini | 2 – 1 | Sanremese |  |

| 2 aprile 1983 26ª giornata | Parma | 1 – 0 | Rimini |  |

| 10 aprile 1983 27ª giornata | Rimini | 2 – 2 | Lanerossi Vicenza |  |

| 17 aprile 1983 28ª giornata | Forlì | 2 – 0 | Rimini |  |

| 1º maggio 1983 29ª giornata | Rondinella | 1 – 0 | Rimini |  |

| 8 maggio 1983 30ª giornata | Rimini | 1 – 0 | Piacenza |  |

| 15 maggio 1983 31ª giornata | Treviso | 2 – 1 | Rimini |  |

| 22 maggio 1983 32ª giornata | Rimini | 1 – 0 | Pro Patria |  |

| 29 maggio 1983 33ª giornata | Fano | 2 – 0 | Rimini |  |

| 5 giugno 1983 34ª giornata | Rimini | 1 – 1 | Trento |  |